# Tadź Mahal

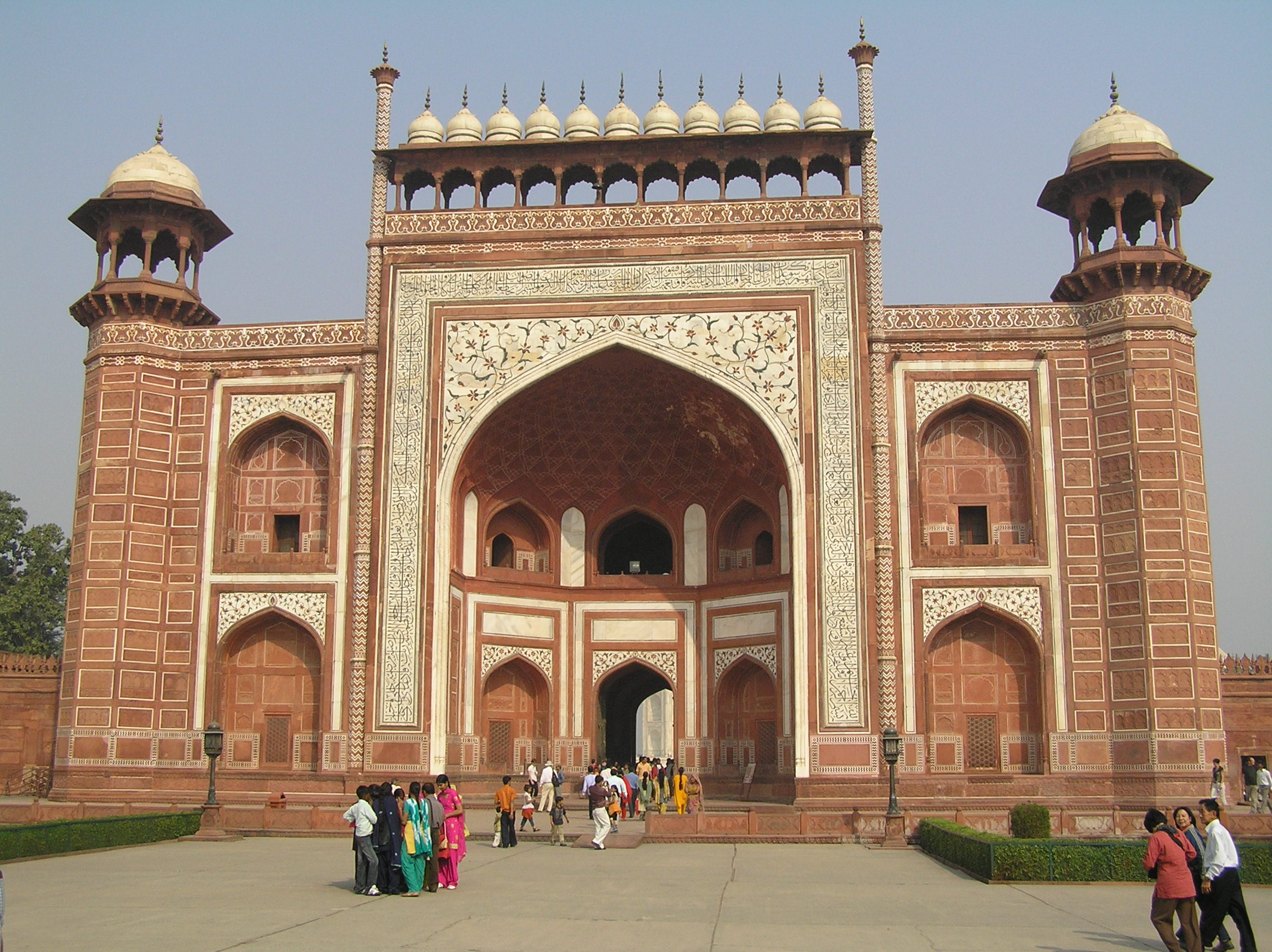
Brama prowadząca do Tadź Mahal

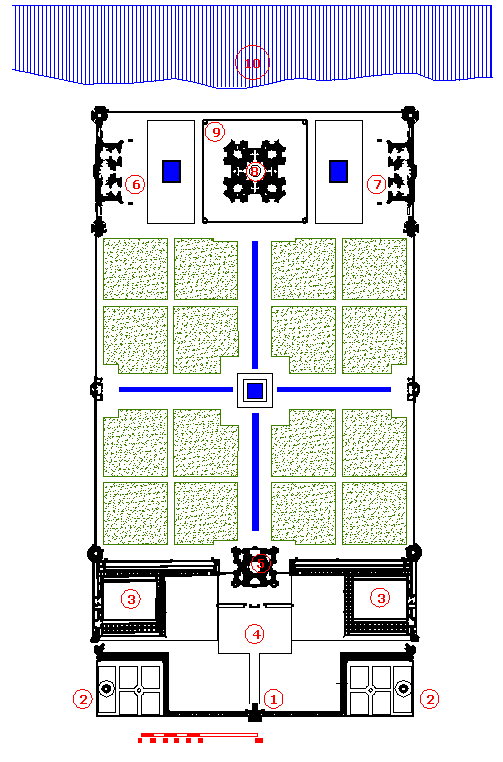
Plan kompleksu: Południowa brama; Saheli Burdż; Po lewej Brama Fahtepuri, po prawej Brama Fahtebad; Avant-cour; Główna brama; Meczet; Mehman Chana; Mauzoleum; Jeden z czterech minaretów; Jamuna

Tadź Mahal (hindi ताज महल, urdu ‏تاج محل‎) – indyjskie mauzoleum wzniesione przez Szahdżahana z dynastii Wielkich Mogołów, na pamiątkę przedwcześnie zmarłej, ukochanej żony Mumtaz Mahal. Obiekt bywa nazywany świątynią miłości.

## Położenie
Tadź Mahal został wzniesiony w Agrze, mieście nad rzeką Jamuna, w indyjskim stanie Uttar Pradesh. Agra leży w odległości około 200 kilometrów od Delhi – dawnej stolicy Indii. Jest to jeden z głównych punktów wielu wycieczek zagranicznych.
Kompleks budowlany Tadź Mahal składa się z głównego mauzoleum z wielką kopułą, w kształcie cebuli, charakterystyczną dla sztuki islamu, i olbrzymią bramą, symbolizującą wrota do Raju. Jest ona osadzona na plincie, w której rogach stoją cztery minarety – wieże, z których muezin nawołuje wiernych do modlitwy. Po bokach stoją dwa identyczne meczety z czerwonego kamienia. Uzupełnieniem kompleksu są standardowe elementy tego typu budowli: kanały wodne oraz podzielony na cztery części ogród krajobrazowy. Konstrukcja ogrodu perskiego przed mauzoleum imituje muzułmańskie wyobrażenie raju, które cechuje duże podobieństwo do jego chrześcijańskiego odpowiednika.

## Budowa i historia
W 1631 roku Mumtaz Mahal, żona panującego wówczas indyjskiego cesarza z dynastii Wielkich Mogołów, Szahdżahana, zmarła przy porodzie jego czternastego dziecka. Miała 38 lat, z których w stanie małżeńskim przeżyła 18.
Według legendy przed śmiercią zobowiązała męża do spełnienia trzech obietnic: nigdy się nie ożenić, zaopiekować się dziećmi oraz postawić na jej cześć budynek, który będzie ją upamiętniał po śmierci. Zrozpaczony małżonek spełnił wszystkie prośby (brak oficjalnej żony jednak nie przeszkodził mu w posiadaniu konkubin). Postanowił zbudować na cześć zmarłej żony grobowiec-mauzoleum, który byłby jej godzien – budowlę niemającą porównywalnego odpowiednika w świecie. Według popularnego podania, pogrążony w smutku monarcha osiwiał w ciągu jednej nocy. Po ukończeniu budowy miał rzekomo wydać rozkaz obcięcia kciuków wszystkim robotnikom, by nigdy nie byli już w stanie stworzyć podobnego dzieła. Tak naprawdę żadne źródła nie potwierdzają tej informacji – do dzisiaj potomkowie tych rzemieślników są zaangażowani w renowację budowli.
Budowa Tadź Mahal trwała dwadzieścia dwa lata (1632–1654) i pracowało przy niej, według różnych podań, od 20 do 25 tysięcy robotników. W budowie mogli mieć swój udział dwaj Europejczycy: Włoch pochodzący z Wenecji (Geronimo Veroneo) oraz Francuz. Wzmianka o tym pochodzi od hiszpańskiego księdza, który ok. 1640 roku odwiedził Agrę. Brak jest jednak pewniejszych historycznych źródeł, by potwierdzić ten przekaz. Oficjalne kroniki dworskie nie podają imienia architekta, sugerując, że projekt był dziełem samego władcy i poprzestają na osobach Makramat-chana i Mir Abd al-Karima, którzy byli odpowiedzialni za prowadzenie robót. Z odnalezionych dokumentów wynika jednak, że właściwym architektem był Ustaz Ahmad Lahori, który m.in. zaprojektował niektóre komnaty w Czerwonym Forcie.
Tadź Mahal zbudowano z białego marmuru, przywiezionego z kamieniołomu odległego o prawie 350 km. Z powodu zanieczyszczenia środowiska marmur staje się coraz ciemniejszy (z tego powodu wydano też zakaz lokalizowania obiektów przemysłowych w promieniu 50 km od zespołu budowli). Marmurowe powierzchnie pokryte są tysiącem kamieni szlachetnych, półszlachetnych i dekoracji kaligraficznych z czarnego marmuru.
W latach trzydziestych XIX wieku mający dwieście lat Tadź Mahal był zaniedbany i zarośnięty, niemalże popadł w ruinę. Lord William Bentinck, generalny gubernator Bengalu, wysunął propozycję rozebrania tego wyjątkowego monumentu, przesłania marmuru statkiem do Londynu i tam sprzedania go. Zamiar ten nie doszedł do skutku tylko dlatego, że marmur zerwany z Czerwonego Fortu nie znalazł nabywców. W roku 1900 kolejny wicekról Indii, lord George Curzon, nakazał odrestaurować podupadłe mauzoleum.
Według legendy cesarz planował wznieść duplikat po przeciwległej stronie rzeki Jamuny, wykonany w całości z czarnego marmuru. Czarny Tadź Mahal był jednak tylko wymysłem francuskiego podróżnika Jean-Baptiste Taverniera. Po drugiej stronie widać pewne pozostałości, które można było uznać za fundamenty pod drugi Tadź Mahal – są to jednak pozostałości po dalszych ogrodach oryginalnego Tadź Mahal, które zostały zrujnowane na skutek powodzi. Inne pogłoski mówią, jakoby Czarny Tadź Mahal miał być tak naprawdę tylko odbiciem Tadź Mahalu w basenie w przeciwległych ogrodach.
Tadź Mahal jest przykładem szczytowych osiągnięć architektonicznych Indii w epoce Wielkich Mogołów. W 2004 roku świętowano 350. rocznicę ukończenia jego budowy, zaś niedługo potem, 7 lipca 2007, obiekt został ogłoszony jednym z siedmiu nowych cudów świata.